# Wojciech Fijałkowski
Wojciech Fijałkowski (ur. 4 lipca 1927 w Żychlinie, zm. 10 kwietnia 2014 w Warszawie) – doktor nauk humanistycznych, historyk sztuki, muzeolog, varsavianista, wieloletni dyrektor Oddziału Muzeum Narodowego w Wilanowie (obecnie Muzeum Pałacu Króla Jana III w Wilanowie).

## Życiorys
Podczas II wojny światowej był członkiem Szarych Szeregów. Absolwent Historii Sztuki Uniwersytetu Warszawskiego (1951). Jako student w 1948 rozpoczął pracę Muzeum Narodowym w Warszawie i od 1954 prowadził jego oddział w Wilanowie. W latach 1962–1991 jako kurator kierował konserwacją wilanowskiego zespołu pałacowo-ogrodowego oraz zorganizował tam placówkę muzealną.
Był członkiem Światowej Rady Muzeów (ICOM) i Międzynarodowej Rady Zabytków i Miejsc Zabytkowych (OCOMOS) oraz honorowy członkiem Społecznego Komitetu Opieki nad Starymi Powązkami im. Jerzego Waldorffa, którego w latach 2000–2001 (po śmierci Jerzego Waldorffa) był przewodniczącym. 
Był żonaty z Janiną.
Zmarł 10 kwietnia 2014. Uroczystości pogrzebowe odbyły się w kościele św. Anny w Wilanowie i na miejscowym cmentarzu 14 kwietnia.

## Wyróżnienia, nagrody, odznaczenia[7]
- Nagroda Miasta Stołecznego Warszawy (1979)[3]
- Srebrny Medal „Zasłużony Kulturze Gloria Artis” (2007)[8]
- Złoty Medal „Zasłużony Kulturze Gloria Artis” (2012)[8]
- Krzyż Komandorski Orderu Odrodzenia Polski
- Krzyż Oficerski Orderu Odrodzenia Polski
- Krzyż Kawalerski Orderu Odrodzenia Polski
- Srebrny Krzyż Zasługi
- Krzyż Kawalerski Orderu Leopolda
- Medal Komisji Edukacji Narodowej
- Odznaka honorowa „Za Zasługi dla Warszawy”
- Odznaka „Za opiekę nad zabytkami”
- Odznaka „Zasłużony Działacz Kultury”
- Medal Sejmu PRL (1985)[9]

## Publikacje
Był autorem roczników „Muzealnictwo”, jak i wielu publikacji z zakresu historii sztuki, ochrony i konserwacji zabytków, m.in.:
- Wilanów (1973),
- Wnętrza pałacu w Wilanowie (1977, 1986),
- Portret polski w galerii wilanowskiej (1978; razem z I. Voisé)[3],
- Wilanów. Rezydencja króla zwycięzcy (1983).